# Ramon Maynès i Calvet
Ramon Maynès i Calvet (Barcelona, 1825 - 1886) fou concertista de contrabaix.
Primer fou contrabaix en el Gran Teatre del Liceu de Barcelona, en la primera inauguració l'any 1847, i sense perdre la seva plaça, passà amb la mateixa categoria a l'orquestra del Teatre Italià de París, també treballà dues temporades a Londres i una a Sant Petersburg, tornant després a l'orquestra del Liceu de Barcelona.